# Job restaurado a la prosperidad
Job restaurado a la prosperidad es un cuadro del pintor barroco francés Laurent de La Hyre, realizado en 1648, que se encuentra en el Chrysler Museum of Art de Norfolk (Virginia), Estados Unidos.

## El tema
La obra representa a Job, hombre recto y temeroso de Dios quien en principio gozaba de una posición económica holgada. En una asamblea celestial, el demonio retó a Dios a retirarle su protección como vía para que este le repudiara. Concediéndoselo, Satanás trajo una serie de desgracias sobre el siervo de Dios, quitándole tierras, ganado, matando a sus siervos y a sus hijos. Una repugnante enfermedad colmó sus males. Hasta su mujer le empujó a maldecir a Dios, pero no lo consiguió. Compadeciéndose de él, Dios le compensó por todas sus pérdidas: recuperó su salud, formó una nueva familia, aumentaron sus bienes considerablemente y se prolongó su vida, que es lo que se escenifica en la obra.

## Descripción de la obra

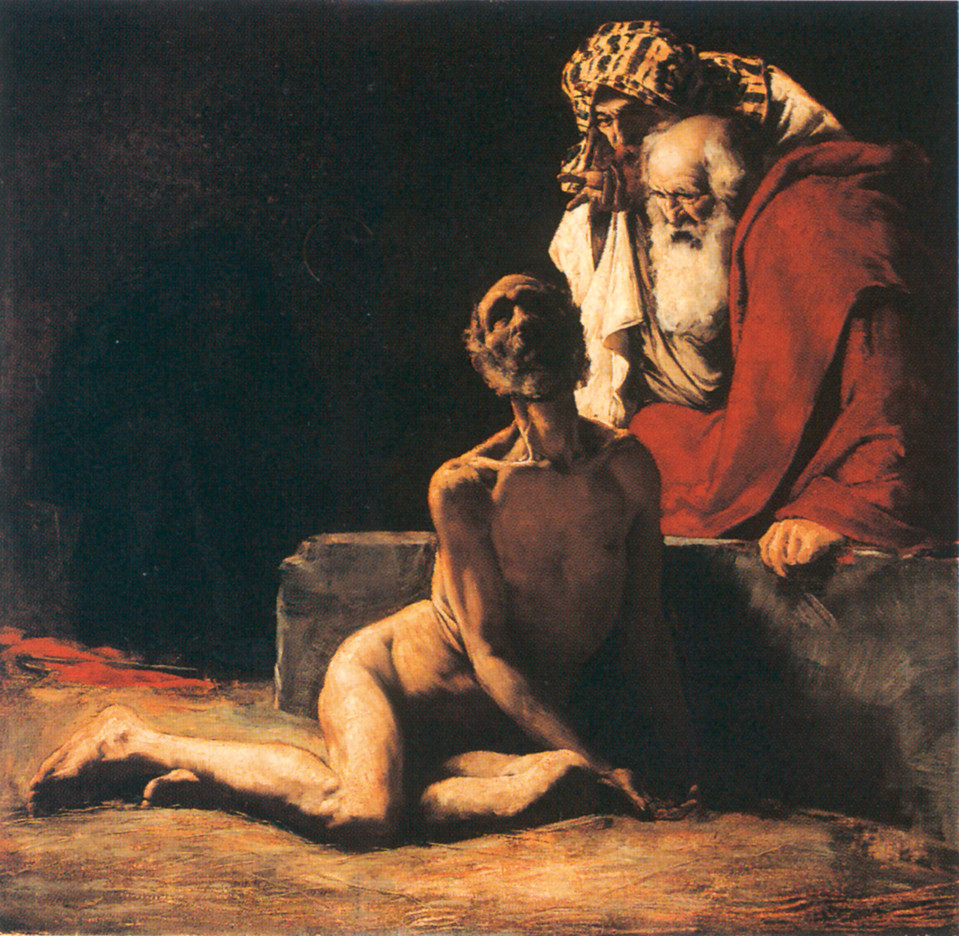
El temeroso Job, 1900, Gyula Kardos, Hungarian National Gallery.

En un entorno de edificios renacentistas derruidos, para escenificar la caída en desgracia de Job, se le presenta recuperado de sus males gracias a la bendición divina obtenida por su lealtad a Dios. La obra se aparta de la iconografía común de Job desde el arte paleocristiano que le atribuye la imagen de un anciano de cabellos largos, con un cuerpo ulcerado y semidesnudo, al que el diablo, sus amigos e incluso su esposa someten al escarnio.